# Gare de Levél
La gare de Levél (en hongrois : Levél vasútállomás) est une halte ferroviaire hongroise, située à Levél.